# Tyta italica
Tyta italica là một loài bướm đêm trong họ Noctuidae.